# Pískorypka nachová
Pískorypka nachová (Andrena rosae) je druh vzácné samotářské včely z čeledi pískorypkovití (Andrenidae).

## Popis a ekologie
Dospělá včela dorůstá délky 10 až 13 mm a podobá se svým vzhledem pískorypce posedové (Andrena florea). Pouze první dva články zadečku mají červenou barvu a často bývají uprostřed zčernalé. V některých případech může být první článek úplně černý. Čelní štítek mají hrubě tečkovaný a samečci disponují dlouhými kusadly. Dospělci létají od konce června do září a mají potomstvo jen jednou do roka. Preferují teplá stanoviště s písčitou nebo hlinitou půdou. Živí se pouze na miříkovitých rostlinách, obzvláště na máčkách. Areál výskytu zahrnuje jižní a střední Evropu. V České republice se vyskytuje velmi vzácně na jižní Moravě a ve východních a severních Čechách.
Červený seznam ohrožených druhů České republiky z roku 2017 ji řadí mezi kriticky ohrožené druhy, kterým bezprostředně hrozí vyhynutí. IUCN globální status této včely nevyhodnocuje, neboť nemá dostatek dat (stav k roku 2014).